# 李仕魯
李 仕魯（り しろ、生年不詳 - 1383年）は、明初の朱子学者・官僚。字は宗孔。本貫は濮州鄄城県。

## 生涯
若くして明敏で学問に熱心で、3年のあいだ戸外に足を運ばなかったことがあった。鄱陽の朱公遷が南宋の朱熹の学統を継いでいると聞いて遊学し、その教えを全て伝授された。洪武帝はもとより仕魯の名を知っており、洪武年間に朱子学者の人材を求める勅命を出すと、役人が仕魯を推挙した。仕魯が入朝して謁見を受けると、洪武帝は「わたしは先生を求めること久しかったが、どうして会うのがこんなに遅くなってしまったことか」と言って喜んだ。仕魯は黄州府同知に任じられた。1381年（洪武14年）、大理寺卿となった。
洪武帝は仏教を好み、しばしば僧を招いて蔣山で法会をおこなった。洪武帝と対談した僧は金襴の袈裟衣を賜り、禁中に召し入れられた。呉印や華克勤の仲間はみな抜擢されて大官に上った。僧侶たちは増長して、大臣を誹謗して陥れることもあった。給事中の陳汶輝が諫めたが、洪武帝は聞き入れなかった。僧侶たちは仏教僧のための職官を創立するよう求め、洪武帝は僧録司を置いて、左右善世・左右闡教・左右講経覚義などの官を設けた。道教にもまた同様の職官が置かれ、出家する僧尼・道士が数万に達した。仕魯は上疏して諫めたが、洪武帝はやはり聞き入れなかった。
1383年（洪武16年）、仕魯は洪武帝の面前で「陛下が仏教に溺れて、臣の言を聞き入れられないなら、還わくば陛下に笏をお返しし、引退して郷里に帰りたいと思います」といい、笏を地に置いた。洪武帝は激怒し、武士に命じて組みつかせて仕魯を捕らえ、立ったまま階下で死なせた。